# いとくとら
いとくとら（いくら、1989年8月28日 - ）は、ニコニコ動画の「踊ってみた」カテゴリに投稿する踊り手により構成される「DANCEROID」の元リーダー。2014年7月26日に解散。日本の女性踊り手、動画配信者、タレント、元歌手。
夫はお笑いコンビ・マヂカルラブリーの村上。